# Judith Pardo
Judith Mariana Pardo Pérez, née le 4 mai 1982, est une biologiste et paléontologue chilienne connue pour la découverte de fossiles d'ichtyosaures, datant du Crétacé, dans le glacier Tyndall (parc national Torres del Paine).

## Formation et études
Judith Pardo est née à Porvenir, ville de la Région de Magallanes et de l'Antarctique Chilien. Elle effectue ses études supérieures à l'université de Magallanes.
Intéressée dès son enfance par les animaux, elle collectionne les os, à partir desquels elle essaye de reconstituer les squelettes d'oiseaux et de petits animaux. Cette passion la conduit à étudier la biologie à l'université de Magallanes. Après avoir suivi des cours de paléontologie et de géologie, elle décide de consacrer sa carrière à l'étude des animaux qui vivaient autrefois sur la Terre. Elle commence en qualité d'assistante au laboratoire de paléontologie. A cette occasion, elle est amenée à nettoyer des ossements de mylodon. Après qu'elle a consacré un certain temps à des recherches sur les fossiles d'ichtyosaures, sur le site de Torres del Paine, la direction des Programmes antarctiques de l'université lui offre de financer ses travaux, en échange de quoi elle accepte de préparer un mémoire de recherche. 
L'Université de Heidelberg, en Allemagne, lui offre une bourse après avoir pris connaissance de ce mémoire. Grâce à cela, elle peut se spécialiser en paléontologie des vertébrés et obtient un doctorat dans cette discipline. Elle effectue ensuite un postdoctorat au musée national d'histoire naturelle de Stuttgart, dans le cadre duquel elle étudie un domaine nouveau : les pathologies des ichtyosaures au cours du Mésozoïque.

## Travaux scientifiques
Judith Pardo est à l'origine de ce que beaucoup considèrent comme la plus importante découverte paléontologique, au Chili : plus de 50 fossiles d'ichtyosaures datant du Crétacé, dans le glacier Tyndall. La plupart sont complets et dans un excellent état de conservation.
Les ichtyosaures étaient des reptiles marins qui vivaient il y a environ 150 millions d'années. Apparus au cours du Trias, ils ont disparu au Crétacé. Les fossiles découverts datant de cette dernière période, on espère qu'ils aideront à comprendre les raisons de l'extinction de ces animaux. A ce jour, la découverte la plus remarquable dans le domaine auquel J.Pardo consacre ses recherches est celle d'une femelle en train d'accoucher de cinq petits, dont un sortant de la cavité utérine.
Impliquée dans la vulgarisation scientifique, elle se lie avec des élèves de l'Académie des beaux-art de Stuttgart pour créer de bande-dessinée sur la paléontologie. En février, deux tomes ont déjà été publié et traduit en espagnol, anglais et allemand.

## Récompenses
Judith Pardo a fait partie des cent "jeunes leaders" de l'année  2010, liste établie par un comité de sélection du journal El Mercurio et de l'université Adolfo-Ibáñez.